# Мілдред Естер Матіас
Мілдред Естер Матіас-Гасслер англ. Mildred Esther Mathias Hassler, 19 вересня 1906 — 16 лютого 1995) — американська ботанік, помолог. Відома внеском у систематику родини Зонтичні.

## Біографія
Мілдред Естер Матіас народилася 19 вересня 1906 року у Сапінгтоні (штат Міссурі).
У 1923 році вступила в Університет Вашингтона у Сент-Луїсі. У 1926 році стала бакалавром мистецтв, а у 1927 — магістром. У 1929 році Матіас створила монографію Cymopterus та близьких родів, за яку їй було присвоєно ступінь доктора філософії.
30 серпня 1930 року Мілдред одружилася з фізиком Джеральдом Гасслером. З 1940 до 1981 року Мілдред Гасслер та каліфорнійський ботанік Лінкольн Констанс видали понад 60 наукових публікацій, в яких описали понад 100 нових видів зонтичних. У 1947 році Гасслер почала працювати у гербарії Каліфорнійського університету у Лос-Анджелесі. У 1964 році Мілдред Гасслер стала першою жінкою-президентом Американського товариства систематиків рослин. У 1955 році стала ад'юнкт-професором.
З 1956 до 1974 року Мілдред Матіас була директором ботанічних садів при Каліфорнійському університеті, котрі згодом перейменували в Ботанічні сади імені Мілдред Матіас. У 1957 році за участі Матіас був створений парк штату Каліфорнія Ранчо-Лас-Тунас. У 1962—1964 Матіас-Гасслер з Вільямом Стюартом вела щотижневу телепередачу The Wonderful World of Ornamentals на каналі NBC. Також вона була автором багатьох книжкових рецензій.
У 1969—1970 роках Мілдред Естер була президентом Організації з вивчення тропіків (OTS). З 1977 по 1981 рік перший виконавчий директор Асоціації американських ботанічних садів та арборетумів. У 1984 році обрана президентом Ботанічного товариства США. Мілдред Матіас-Гасслер активно мандрувала Північною та Південною Америкою, її остання поїздка відбулася у 1994 році в Чилі.
Мілдред Естер Матіас-Гасслер померла 16 лютого 1995 року від інсульту у себе вдома, у Лос-Анджелесі.

## Вшанування
Мілдред Естер Матіас була удостоєна багатьох нагород. Серед них:
- Нагорода Каліфорнійської ради охорони природних ресурсів (1962)[5];
- Національна нагорода за охорону природи (1964)[5];
- Почесна нагорода Асоціації американських ботанічних садів та арборетумів (1976)[5];
- Медаль Ліберти Хайда Бэйлі (1980) та Медаль садівничого клубу Америки (1982)[5].

## Рослини, названі на честь М.Е.Матіас
- Mathiasella Constance & C.L.Hitchc., 1954
- Eryngium mathiasiae M.Y.Sheikh, 1983
- Heliconia mathiasiae G.S.Daniels & F.G.Stiles, 1979 («mathiasii»)
- Lycaste mathiasiae G.C.Kenn., 1978
- Sciadotenia mathiasiana Krukoff & Barneby, 1970
- Stigmaphyllon mathiasiae W.R.Anderson, 1981

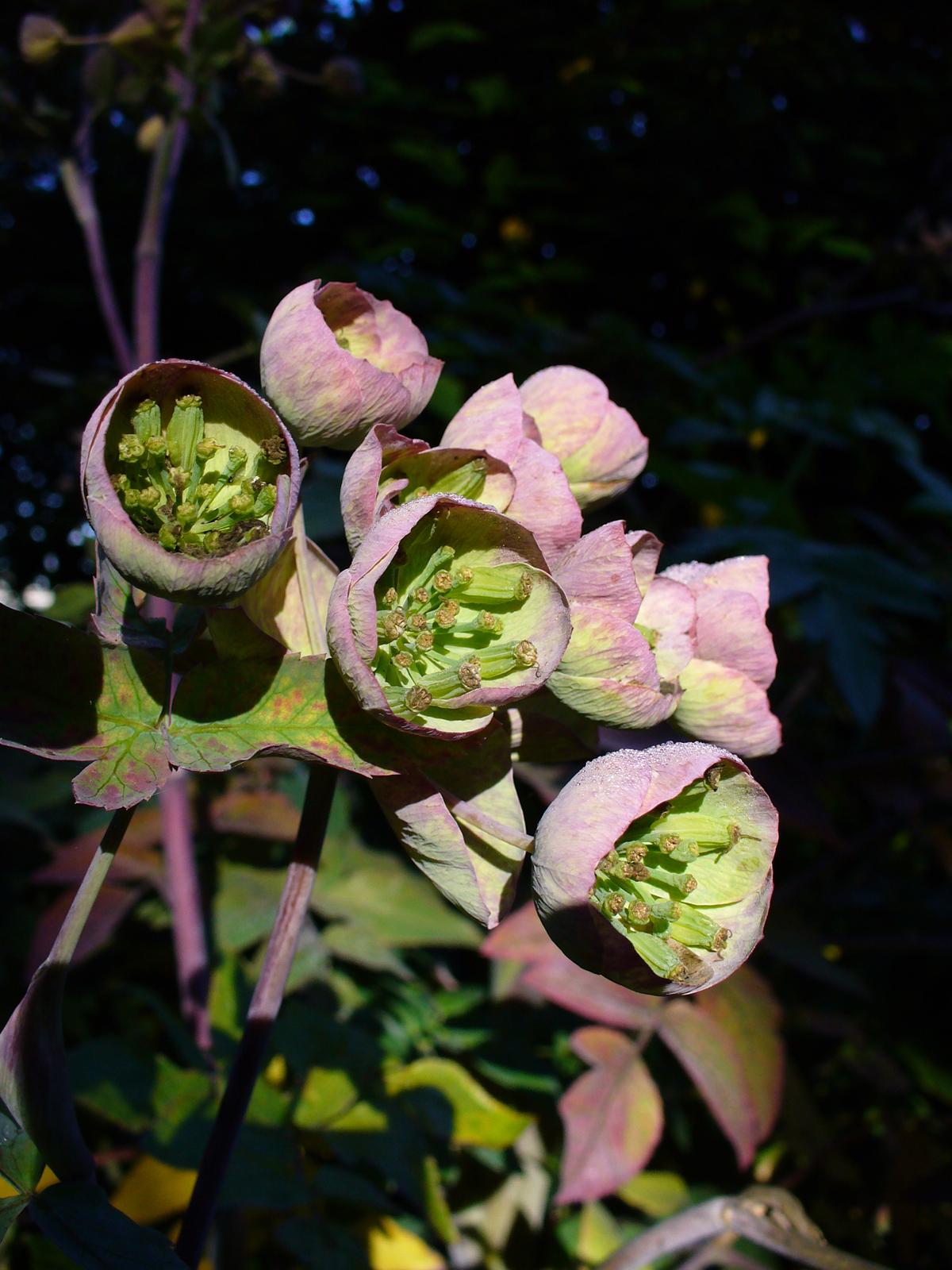
Mathiasella bupleuroides
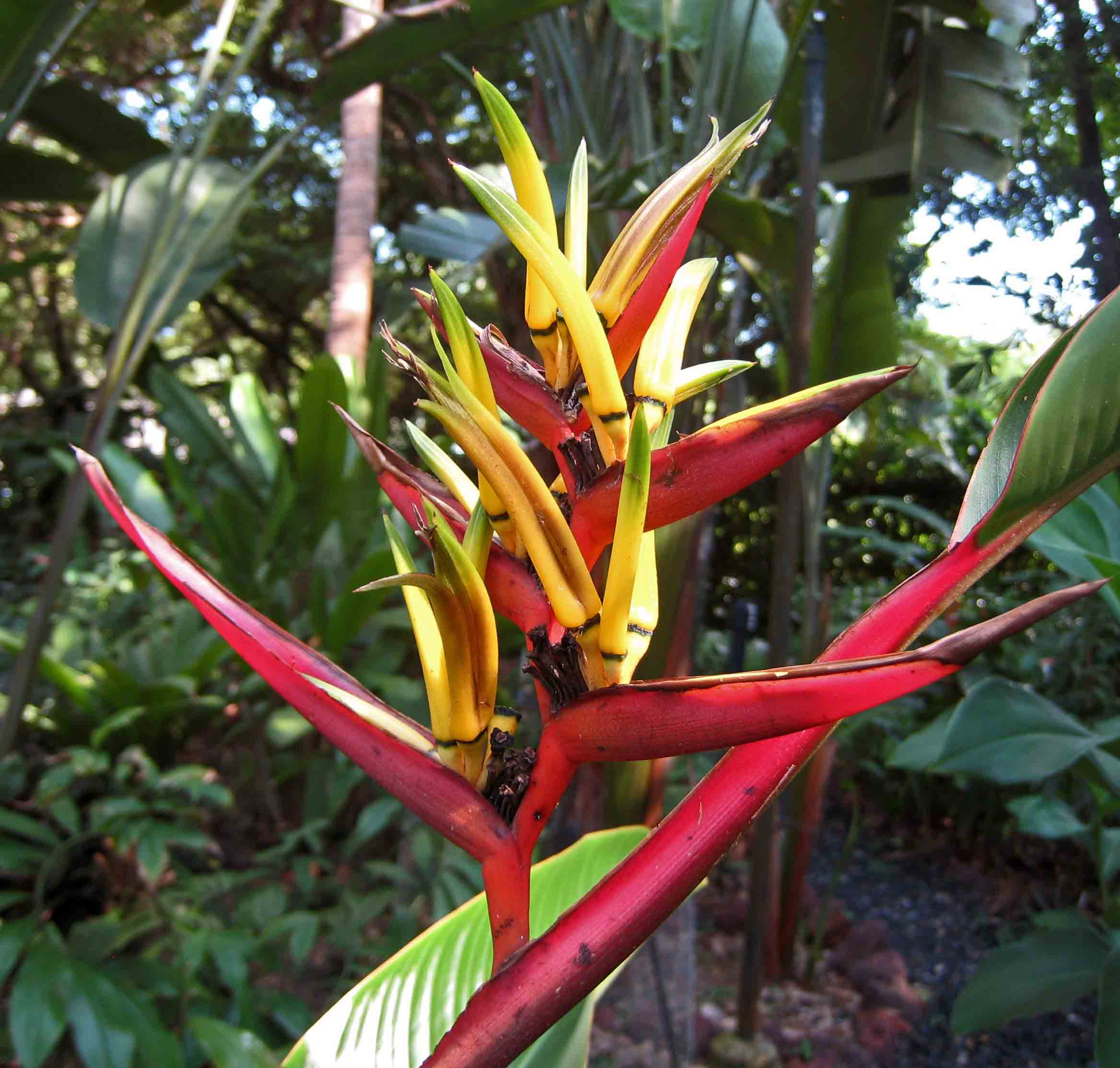
Heliconia mathiasiae

## Окремі публікації
- Mathias, Mildred E. «Studies on the Umbelliferae. I.» in Annals of the Missouri Botanical Garden. St. Louis: Missouri Botanical Garden Press (1928) 15: 91-108.[6]
- Mathias, Mildred E. «Studies on the Umbelliferae. II.» in Annals of the Missouri Botanical Garden. St. Louis: Missouri Botanical Garden Press (1929) 16: 393—398.[6]
- Mathias, Mildred E. «Studies on the Umbelliferae. III.» A Monograph of Cymopterus Including A Critical Study of Related Genera" in Annals of the Missouri Botanical Garden. St. Louis: Missouri Botanical Garden Press (1930). 17: 213—476.[6]
- Mathias, Mildred E. «Studies on the Umbelliferae. IV.» in Annals of the Missouri Botanical Garden. St. Louis: Missouri Botanical Garden Press (1932). 19: 497—498.[6]
- Hinton, George B.; Mathias, Mildred E.; Constance, Lincoln «Herbarium of George B. Hinton, Umbelliferae» in Plant Lists, Mexico. (1931—1941).[6]
- Mathias, Mildred E. «A Revision of the Genus Lomatium» in Annals of the Missouri Botanical Garden. St. Louis: Missouri Botanical Garden Press (1938). 25: 225—297.[6]
- Mathias, Mildred E. and Constance, Lincoln «A SYNOPSIS OF THE AMERICAN SPECIES OF CICUTA» in: Madroño: a West American journal of botany. Berkeley, California Botanical Society (1942). 6: 145—151.[6]
- Mathias, Mildred E. and Constance, Lincoln «A NEW SPECIES OF TAUSCHIA FROM THE STATE OF WASHINGTON» in Madroño: a West American journal of botany. Berkeley, California Botanical Society (1943). 7: 65- 67.[6]
- Raven, Peter H. and Mathias, Mildred E. «SANICULA DESERTICOLA, AN ENDEMIC OF BAJA CALIFORNIA» in: Madroño: a West American journal of botany. Berkeley, California Botanical Society (1960). 15: 193—197.[6]
- Mathias, Mildred E. «Distribution Patterns of Certain Umbelliferae» in Annals of the Missouri Botanical Garden. St. Louis: Missouri Botanical Garden Press (1965). 52: 387—398.[6]
- Mathias, Mildred E.; Constance, Lincoln; Theobald, William L «TWO NEW SPECIES OF UMBELLIFERAE FROM THE SOUTHWESTERN UNITED STATES» in: Madroño: a West American journal of botany. Berkeley, California Botanical Society (1969). 20: 214—219.[6]
- Mathias, Mildred E. and Constance, Lincoln «NEW AND RECONSIDERED MEXICAN UMBELLIFERAE» in: Contributions from the University of Michigan Herbarium. Ann Arbor: University Herbarium, University of Michigan (1977). 24: 78-83.[6]
- Mathias, Mildred E. and Constance, Lincoln «A NEW SPECIES OF OREOMYRRHS (UMBELLIFERAE, APIACEAE) FROM NEW GUINEA)» in: Journal of the Arnold Arboretum. Cambridge, Mass (1977). 58: 190—192.[6]
- Mathias, Mildred E. «Color for the Landscape: Flowering Plants for Subtropical Climates.» (1976).
- Mathias, Mildred E. «Flowering Plants in the Landscape.» University of California Press. (1985).